# Pseudostegias otagoensis
Pseudostegias otagoensis är en kräftdjursart som beskrevs av Page 1985. Pseudostegias otagoensis ingår i släktet Pseudostegias och familjen Bopyridae.
Artens utbredningsområde är havet kring Nya Zeeland. Inga underarter finns listade i Catalogue of Life.